# 延吉西駅
延吉西駅（えんきつにしえき、中国語: 延吉西站、朝鮮語: 연길서역）とは、中華人民共和国吉林省延辺朝鮮族自治州延吉市に位置する吉琿旅客専用線の駅である。中心地から車で北西に10分程の郊外に位置している。

## 歴史
- 2015年 - 開業。

## 隣の駅
中華人民共和国鉄道部
吉琿旅客専用線
安図西駅 - 延吉西駅 - 図們北駅

## ギャラリー
- 延吉西駅直結の延吉バスターミナル
- 延吉西駅タクシー乗り場
- X線検査後に入場できる切符売り場
- 待合所から改札に向かう乗客
- 延吉西駅のプラットフォームから帽児山を望む